# Borová Lada (přírodní památka)
Borová Lada je bývalá přírodní památka ev. č. 933 poblíž obce Borová Lada v okrese Prachatice. Oblast je součástí Národního parku Šumava, jehož je I. zónou. Důvodem ochrany je ekosystém údolního rašeliniště Chalupská slať se všemi jeho součástmi, zejména s jeho vodním režimem, rostlinnými a živočišnými společenstvy a druhy rostlin a živočichů.

## Historie
Přírodní památka byla vyhlášena 1. listopadu 1985 vyhláškou okresního národního výbor v Prachaticích s datem platnosti od 1. listopadu 1985. Následně byla 21. prosince 1989 přehlášena výnosem 14.505/89-SOP Ministerstvem kultury ČSR s datem účinnosti od 28. prosince 1989. S účinností ode dne 15. ledna 2017 byla přírodní památka ministerstvem životního prostředí zrušena.